# Deutsche Fußballmeisterschaft 1903/1904
Druhý ročník Deutsche Fußballmeisterschaft (Německého fotbalového mistrovství) se konal od 24. dubna do 29. května 1904.
Turnaje se zúčastnilo nově osm klubů a to z Hamburku (Hamburger SV), Berlína (Berliner SV 1892), Karlsruhe (Karlsruher FV), Lipska (VfB Lipsko), Magdeburgu (Magdeburger FC Viktoria 1896), Duisburgu (MSV Duisburg), Hannoveru (Hannover 96) a z Kasselu (KSV Hessen Kassel). Hrálo se na vyřazovací způsob. Finále se mělo hrát mezi VfB Lipsko a Berliner SV 1892, jenže Karlsruher FV podal protest u federace proti pořadí tohoto šampionátu. DFB se nedržela výzvy, aby se zápasy posledního kola hrály na neutrálním místě. Karlsruher FV pohráli v předkole 6:1, které se hrálo v Berlíně. Jejich hráči nedostali od zaměstnavatelů dovolenou, která by byla nutná pro dlouhou cestu tam a zpět. Federace se v den finále na posledním místě v Kasselu zrušil finále mistrovství.